# Communauté de communes du Pays Foyen
La communauté de communes du Pays Foyen est un établissement public de coopération intercommunale (EPCI) français situé dans les départements de Gironde et de Dordogne, en région Nouvelle-Aquitaine.

## Historique

Carte des communes adhérentes de 2003 à 2013
(la commune périgourdine est en marron.)

La communauté de communes du Pays Foyen a été créée par arrêté préfectoral en date du 30 octobre 2002 regroupant quatorze communes de la Gironde, à savoir Caplong, Eynesse, Les Lèves-et-Thoumeyragues, Ligueux, Margueron, Pineuilh, Riocaud, La Roquille, Saint-André-et-Appelles, Saint-Avit-de-Soulège, Saint-Avit-Saint-Nazaire, Saint-Philippe-du-Seignal, Saint-Quentin-de-Caplong et Sainte-Foy-la-Grande.
Le 16 décembre 2003, la commune de Port-Sainte-Foy-et-Ponchapt, du département voisin de la Dordogne, vient grossir les rangs la communauté qui compte alors quinze communes adhérentes.
En raison de la dissolution de la communauté de communes du Pays de Pellegrue, un arrêté préfectoral en date du 27 mai 2013 valide l'extension au 1er janvier 2014 de la communauté de communes du Pays Foyen aux communes girondines d'Auriolles, de Landerrouat, de Listrac-de-Durèze, de Massugas et de Pellegrue, étendant le périmètre intercommunal à vingt communes.

## Territoire communautaire

### Géographie
Située à l'est  du département de la Gironde, la communauté de communes du Pays Foyen regroupe 20 communes et présente une superficie de 220,4 km2.

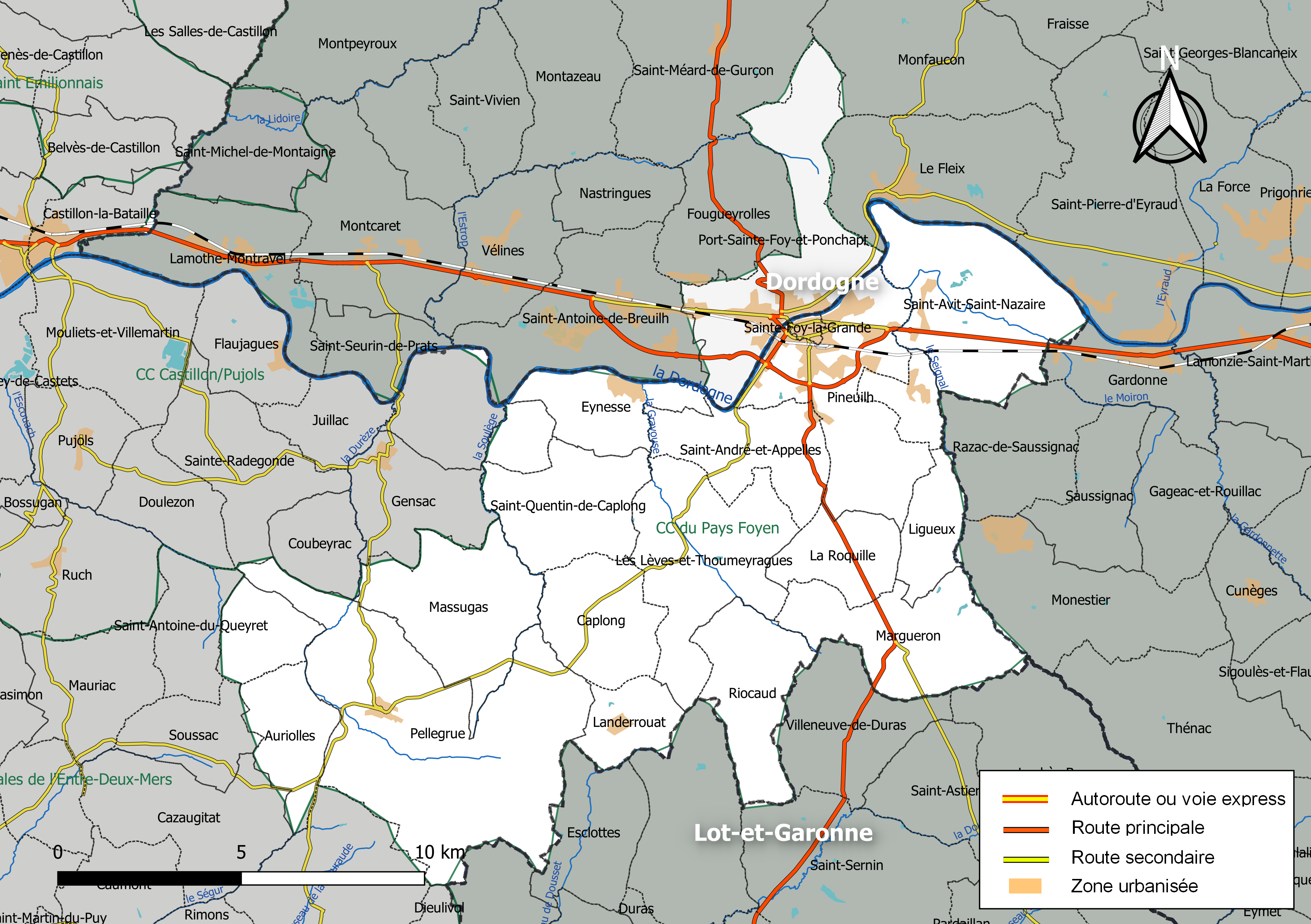
Carte de la communauté de communes du Pays Foyen au 1er janvier 2019.

### Composition

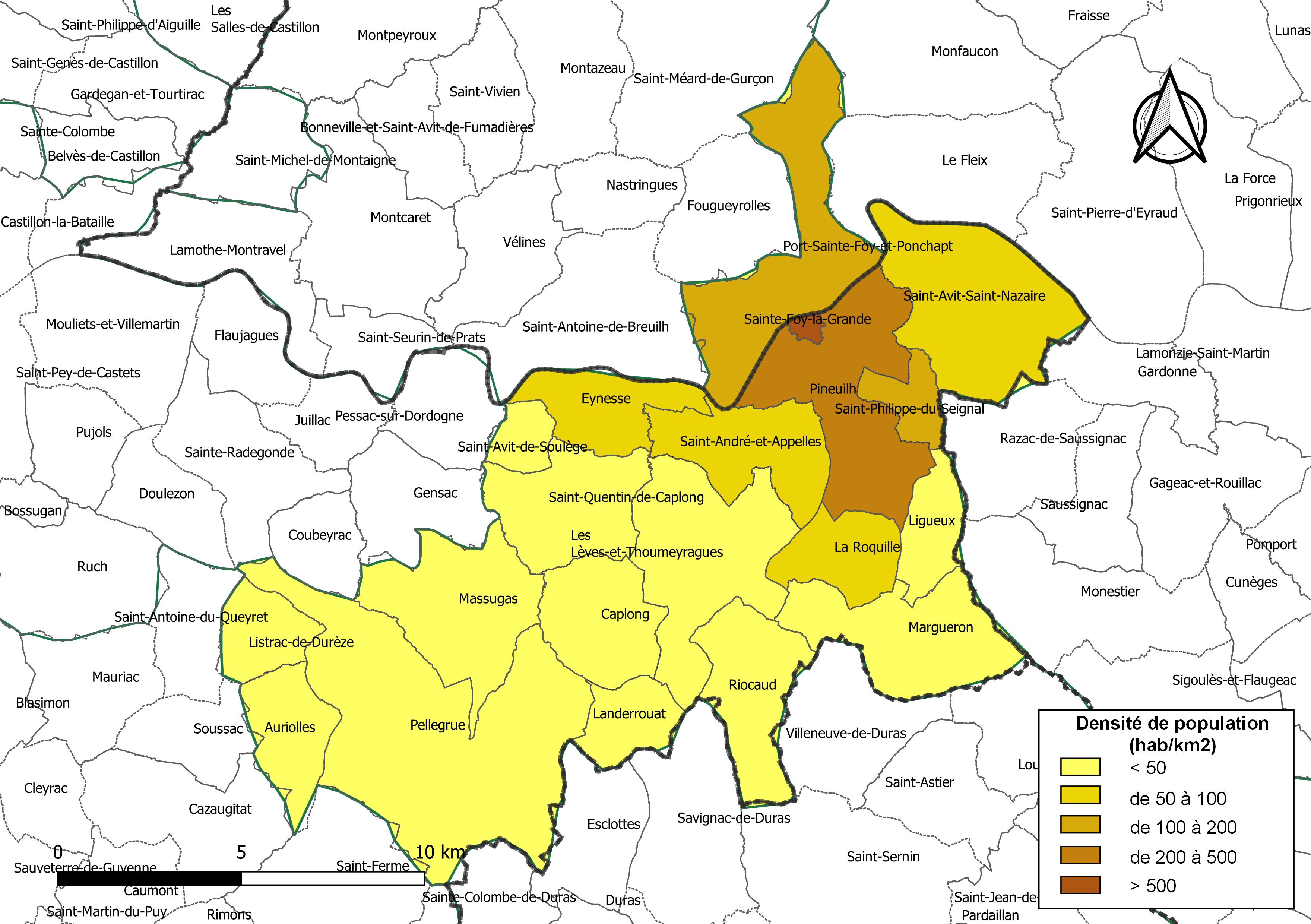
Carte des densités de population (millésimée 2016) des communes de la communauté de communes du Pays Foyen. Composition en communes au 1er janvier 2019.

Ancien logo.

La communauté de communes est composée des 20 communes suivantes :

| Nom                         | Code Insee | Gentilé           | Superficie (km2) | Population (dernière pop. légale) | Densité (hab./km2) |
| --------------------------- | ---------- | ----------------- | ---------------- | --------------------------------- | ------------------ |
| Pineuilh (siège)            | 33324      | Pineuilhais       | 17,36            | 4 447 (2022)                      | 256                |
| Auriolles                   | 33020      | Auriollois        | 7,03             | 137 (2022)                        | 19                 |
| Caplong                     | 33094      | Caplonnais        | 9,27             | 243 (2022)                        | 26                 |
| Eynesse                     | 33160      | Eynessois         | 7,59             | 591 (2022)                        | 78                 |
| Landerrouat                 | 33223      | Landerrouatais    | 4,99             | 228 (2022)                        | 46                 |
| Les Lèves-et-Thoumeyragues  | 33242      | Lévois            | 15,58            | 558 (2022)                        | 36                 |
| Ligueux                     | 33246      | Liguois           | 5,05             | 140 (2022)                        | 28                 |
| Listrac-de-Durèze           | 33247      | Listracais        | 5,31             | 137 (2022)                        | 26                 |
| Margueron                   | 33269      | Margueronnais     | 13,57            | 373 (2022)                        | 27                 |
| Massugas                    | 33277      | Massugais         | 14,41            | 217 (2022)                        | 15                 |
| Pellegrue                   | 33316      | Pellegruens       | 38,18            | 899 (2022)                        | 24                 |
| Port-Sainte-Foy-et-Ponchapt | 24335      | Port-Foyens       | 18,32            | 2 515 (2022)                      | 137                |
| Riocaud                     | 33354      | Riocaudais        | 10,4             | 195 (2022)                        | 19                 |
| La Roquille                 | 33360      | Roquillois        | 6,51             | 310 (2022)                        | 48                 |
| Saint-André-et-Appelles     | 33369      | Andrésiens        | 10,25            | 670 (2022)                        | 65                 |
| Saint-Avit-de-Soulège       | 33377      | Soulégeois        | 2,84             | 81 (2022)                         | 29                 |
| Saint-Avit-Saint-Nazaire    | 33378      | Saint-Avirois     | 18,61            | 1 484 (2022)                      | 80                 |
| Saint-Philippe-du-Seignal   | 33462      | Saint-Philippiens | 3,38             | 498 (2022)                        | 147                |
| Saint-Quentin-de-Caplong    | 33467      | Saint-Quentinois  | 11,27            | 256 (2022)                        | 23                 |
| Sainte-Foy-la-Grande        | 33402      | Foyens            | 0,51             | 2 561 (2022)                      | 5 022              |

### Démographie
| 1968   | 1975   | 1982   | 1990   | 1999   | 2006   | 2011   | 2016   | 2022   |
| ------ | ------ | ------ | ------ | ------ | ------ | ------ | ------ | ------ |
| 14 961 | 15 089 | 14 978 | 15 163 | 15 507 | 16 032 | 16 430 | 16 600 | 16 540 |

## Administration
L'administration de l'intercommunalité repose, à compter du renouvellement général des conseils municipaux de mars 2014, sur 47 délégués titulaires, à raison de deux délégués par commune membre, sauf Pineuilh qui en dispose de sept, Port-Sainte-Foy-et-Ponchapt et Sainte-Foy-la-Grande de quatre chacune, Saint-Avit-Saint-Nazaire de trois et Auriolles et Saint-Avit-de-Soulège d'un chacune.
| Période                                  | Période      | Identité      | Étiquette | Qualité                          |
| ---------------------------------------- | ------------ | ------------- | --------- | -------------------------------- |
| Les données manquantes sont à compléter. |              |               |           |                                  |
| 2008                                     | juillet 2020 | David Ulmann, | UMP-LR    | Maire de La Roquille (2008-)     |
| juillet 2020                             | En cours     | Pierre Robert | DVD       | Conseiller municipal de Pineuilh |

Le président est assisté de onze vice-présidents, :
- Françoise Grelaud, adjoint au maire des Lèves-et-Thoumeyragues, chargée de l'action sociale et des gens du voyage,
- Gérard Dufour, maire d'Eynesse, chargé de l'enfance et la jeunesse, de la sécurité et de la prévention de la délinquance,
- Jacques Reix, maire de Port-Sainte-Foy-et-Ponchapt, chargé de l'eau, de l'assainissement et du développement durable,
- José Bluteau, maire de Pellegrue, chargé de la culture et de la dynamique territoriale,
- Christophe Bouilhac, adjoint au maire de Pineuilh, chargé de la communication et des technologiques numériques,
- Christophe Chalard, maire de Sainte-Foy-la-Grande, chargé du développement économique,
- Laurent Fritsch, conseiller municipal de Saint-Avit-Saint-Nazaire, chargé de l'urbanisme, de l'habitat et des transports,
- Yolande Lachaize, maire de Massugas, chargée du relais des services publics,
- Jean Régner, conseiller municipal de Port-Sainte-Foy-et-Ponchapt,
- Sophie Sellier de Brugière, conseillère municipale de Sainte-Foy-la-Grande,
- Patrick Vallon, adjoint au maire de Pineuilh.